# Steuersysteme Frankreich (Ancien Régime)
Frankreich kannte eine große Anzahl von Steuern, die vor allem den dritten Stand betrafen, während der Erste und Zweite Stand entweder befreit waren, oder sich befreien oder die Steuerlast vermindern konnten.
Die Steuern wurden zugunsten des Königs oder des Landesherrn (beispielsweise Herzog von Burgund bis 1477), des Adels, des Klerus, aber auch für das Gemeinwesen erhoben.
Die Steuerlast stieg zunehmend durch Kriegskosten und eine überteuerte Hofhaltung. Die Belastung für die Bauern stieg so ins Unerträgliche, was nicht zuletzt zur Revolution führte. Mit dem Dekret vom 15. März 1790 wurden die Vorrechte des Adels abgeschafft.

## Steuerregionen

Legende: Pays d’Élection = weiß; Pays d’États = rot; Pays d’Imposition = gelb

Das Königreich Frankreich wies bezüglich der Steuererhebung verschiedene Regionen auf. Das Kernland waren die Pays d’élection mit zentralistischer Verwaltung.
Daneben bestanden die Pays d’État, die eine gewisse Selbstverwaltung hatten und sich bezüglich der Steuern üblicherweise auf Pauschalbeträge einigten. Die Pays d’État waren: Burgund, Languedoc, Bretagne, Provence, Franche-Comté ab 1. Oktober 1788, Dauphiné ab 22. Oktober 1788, ferner Artois, Flandern ab 1795, Cambrésis, Bugey, Bresse, Béarn, Nieder-Navarra, Soule, Bigorre, Vicomté de Nébouzan und die Grafschaft Foix.
Schließlich bestanden noch die Pays d’imposition, deren Abgaben allein in der Hand des Königs lag, unter Ausschluss des Conseil du Roi. Sie unterstanden einer Généralité, die für ihr Gebiet für den Steuereinzug verantwortlich war. Dazu gehörten vor allem periphere Hoheitsgebiete: die Généralité de Metz, umfassend die Fürstbistümer Metz, Toul und Verdun ab 1552, die Généralité de Perpignan, umfassend die Grafschaft Roussillon ab 1660, die Généralité de Besançon, umfassend die Franche-Comté ab 1674, bis sie 1787 zum Pays d’État wurde. Ferner die Généralité de Valenciennes, umfassend das südliche Hennegau und das Cambrésis ab 1678, bis sie 1787 zum Pays d’État wurde, die Généralité de Strasbourg, umfassend das Elsass ab 1682, die Généralité de Lille, umfassend die westlichen Teile der Grafschaft Flandern und der Grafschaft Artois ab 1691, bis sie 1787 zum Pays d’État wurde, die Généralite de Nancy, umfassend Lorraine und das Herzogtum Bar ab 1737 bis 1766, die Généralité de Trévoux, umfassend das Fürstentum Dombes ab 1762 bis 1787, als es zur Généralité des Burgunds kam, die Généralité de Corse, umfassend Korsika ab 1768.

## Königliche Steuern
Die königlichen Steuern waren die Taille, die Kopfsteuer, der Zwanzigstel, sowie die indirekten Steuern Aides, Gabelles und Traites.
Der Einzug der Steuern erfolgte durch Steuereinzieher, die in verschiedene Ebenen gegliedert waren. Teilweise war dieses Amt verpachtet und damit eine eigentliche Pfründe.

### Taille
Die Taille war die umfangreichste Steuer
- Steuerart: direkte Steuer
- Steuersubjekt: Angehörige des Dritten Standes, Adel und Klerus waren ausgenommen
- Steuerobjekt: Einkommen des Steuerpflichtigen (Steuerobjekt), bewirtschaftetes Land
- Steuerzweck: Ursprünglich eingeführt für den Unterhalt des stehenden Heeres, später zur Deckung aller Kosten des Königreichs.
- Steuerdetails: Die Höhe der Steuer wurde jährlich im Conseil du Roi festgelegt und in den Pays d’élection erhoben. Für die Pays d’État wurde der anteilige Betrag der Ständeversammlung vorgelegt, die darüber abstimmte und dem König als unentgeltliches Geschenk gewährte. Für Burgund wurde ein Betrag von 165. 450 Livres jeweils für sechs Jahre festgelegt und bis 1789 jährlich eingefordert. Die Verteilung auf die Pfarreien wurde von der Ständeversammlung vorgenommen, die Pfarreien wählten an einer Bauernversammlung einen Steuereintreiber (häufig den Syndic). Dieser schätzte die Steuerpflichtigen ein und hatte die Steuer einzutreiben. Er wurde mit Gefängnis bestraft, wenn er nicht genug Geld eintrieb und haftete mit seinem Privatvermögen für Ausfälle – erhielt dafür aber eine Entschädigung von zweieinhalb Prozent![A 1]

### Capitation
Die Kopfsteuer wurde 1695 eingeführt, um die finanziellen Folgen des Pfälzischen Erbfolgekriegs zu mildern.
- Steuerart: direkte Steuer
- Steuersubjekt: Angehörige des Dritten Standes, Adel und Klerus waren zwar pflichtig, vermochten sich jedoch in großem Maße, ihren Verpflichtungen zu entziehen.
- Steuerobjekt: Einkommen des Steuerpflichtigen, bewirtschaftetes Land
- Steuerzweck: Eingeführt zur Deckung der Kosten des Königreichs, die als Folge des Pfälzischen Erbfolgekriegs entstanden waren.
- Steuerertrag: 41 Millionen Livres in 1789.
- Steuerdetails: Es wurden 22 Steuerklassen gebildet, die höchste Klasse bezahlte 2000 Livres, die tiefste ein Livre. Ausgenommen waren lediglich die Ärmsten, die Taille-Pflichtigen deren Abgabe weniger als 2 Livres (später 1 Livres) betrug und die Bettelorden. Der Klerus war ausgenommen, durch ein unentgeltliches Geschenk von 4 Millionen Livres pro Jahr. 1710 wurden sie nach einer einmaligen Zahlung von 24 Millionen Livres gänzlich befreit. Die Adligen einigten sich üblicherweise direkt mit den Intendanten (staatlicher Steuereintreiber), und regelmäßig auf einen vorteilhaften Tarif.

Die Pays d’État einigten sich üblicherweise auf einen Pauschalbetrag, Burgund beispielsweise auf eine jährliche Summe von 600.000 Livres. Am 1. April 1698 wurde die Capitation nach dem Frieden von Rijswijk abgeschafft, wurde jedoch schon 1701 wieder eingeführt, um die Kosten des Spanischen Erbfolgekriegs zu decken. Die Steuer blieb bis zur Revolution bestehen.

### Vingtième
Der Zwanzigstel wurde 1710 als Dixième eingeführt um die Staatsschulden zu decken. 1717 bis 1741 wurde der Dixième ausgesetzt, am 19. Mai 1749 als Zwanzigstel definitiv verankert und bis zur Revolution erhoben.
- Steuerart: direkte Steuer
- Steuersubjekt: Angehörige des Dritten Standes, Adel und Klerus waren zwar pflichtig, vermochten sich jedoch in großem Maße, ihren Verpflichtungen zu entziehen.
- Steuerobjekt: Einkommen des Steuerpflichtigen aus Vermögen, Arbeitsleistung und wirtschaftlicher Tätigkeit.
- Steuerertrag: 57 Millionen Livres in 1789.
- Steuerdetails: Bei der Einführung wird ein Zwanzigstel des Einkommens – also 5 Prozent – zusätzlich zu den anderen Steuern erhoben. 1756 wird ein weiterer Zwanzigstel eingeführt und 1759 gar ein dritter zur Deckung der Kosten des Siebenjährigen Krieges. 1763 wird der dritte Zwanzigstel wieder abgeschafft, die beiden ersten bleiben jedoch in Kraft. 1771 wird die Steuer erhöht um quatre sous pour livre, also 20 Prozent. Im Juli 1782 wird der dritte Zwanzigstel wieder eingeführt, um die Kosten des Amerikanischen Unabhängigkeitskrieges zu decken.

Der Klerus widersetzte sich der Erhebung des Zwanzigstel mit der Begründung, die kirchlichen Güter und deren Erträge dienten religiösen Zwecken. Sie wurden ausgenommen und leisteten ein unentgeltliches Geschenk (Pauschale).
Die Adligen einigten sich ebenfalls direkt mit den zuständigen Intendanten und erhielten üblicherweise vorteilhafte Bedingungen.
Die Pays d’État verhandelten ebenfalls mit den Intendanten und bezahlten pauschale Beträge, die sie ihrerseits bei ihren Steuerpflichtigen eintrieben.

### Aides royales
Die Aides (eigentlich: Hilfen) wurden 1360 eingeführt, um das Lösegeld für Jean le Bon zu bezahlen.
- Steuerart: indirekte Steuer
- Steuersubjekt: Konsum und Handel von Getränken und Lebensmitteln
- Steuerobjekt: Ursprünglich eine Konsumsteuer auf den Verkauf von Wein. Später Verkauf, Transport, Verarbeitung von Getränken und Lebensmitteln. Noch später wurden die Aides auf alle erdenklichen Tatbestände ausgeweitet.
- Steuerertrag: 50 Millionen Livres in 1788.
- Steuerdetails: Zu Beginn musste jede Aide jährlich gutgeheißen werden. Ab 1663 wurden sie en bloc genehmigt. Der Einzug wurde oft an Dritte vergeben und wurden damit zu eigentlichen Pfründe. Die Aides wurden erst mit der Revolution abgeschafft.

Die Aides bestanden aus verschiedenen Abgaben, um den nahezu unbegrenzten Geldbedarf des Königreichs zu decken:
- Gros et augmentation (so viel wie: der Hauptteil und seine Erhöhung) wurde 1360 eingeführt zur Deckung des Lösegeldes für König Jean le Bon, der in der Schlacht von Poitiers durch die Engländer gefangen genommen wurde. Die Steuer betrug einen Zwanzigstel – also 5 % – auf den Verkaufspreis und wurde 1663 erhöht um einen Viertel. Die Steuer wurde ursprünglich auf alle Handelswaren erhoben, ab 1668 nur noch auf Getränke, Meeresfische, Paarhufer und Holz.
- Droit du huitième, quatrième, subvention et augmentation (so viel wie: Achtel-, Viertelsteuer, Zuschuss und Erhöhung) eingeführt 1465 als indirekte Steuer von einem Viertel auf den Detailpreis von Getränken. Später wurde die Steuer halbiert und wurde zum Achtel, 1640 wurde der Zuschuss eingeführt und 1657 dieser um einen Viertel erhöht. Schließlich wurde die Steuer nicht mehr prozentual erhoben, sondern nach Tarif. Dabei betrug die Abgabe ungefähr acht Livres pro Mütt (268 Liter) Wein, wenn gleichzeitig Essen angeboten wurde, 6 Livres und 15 Sous (6. 75 Livres) ohne Essen, die Hälfte für Apfelmost und ein Viertel für Birnenmost.
- Droit d’annuel (Patentgebühr), eingeführt 1577 als jährliche Abgabe für Hotels und Restaurants, die keine Bewilligung des Königs hatten, am 30. Dezember 1582 erweitert auf Wein- und Getränkehändler. Sie war zahlbar jährlich am 15. Februar im Betrag von sechs Livres für jede Art von Getränken (Wein, Most und Spirituosen), verdoppelt bei einem Verkauf von mehr als 3 Mütt (~ 805 Liter).
- Droit des cinq sols (so viel wie: Fünf-Sou-Steuer) wurde 1561 durch Charles IX. eingeführt. 1581 wurde ein zweiter Sou erhoben. Die Steuer entsprach einem Viertel (resp. einem halben) Livre pro Mütt von 268 Liter. 1658 wurde die Steuer auf 14 Sous erhöht, die Kirche war befreit für die Produktion in ihren Gütern.
- Droit de jauge et de courtage (so viel wie: Eich- und Handelssteuer), erhoben auf Getränke. Die Eichgebühr wurde einmal erhoben und betrug 0. 3 Livre pro Mütt (268 Liter) für Wein, 6 Livres für Bier und Most, 15 Livres für Spirituosen. Die Handelssteuer wurde bei jedem Verkauf erhoben und betrug das Doppelte der Eichgebühr. Je nach Gegend konnten zudem folgende Steuer erhoben werden:
- Droit des courtier-jugeurs (so viel wie: Makler- und Eichmeistergebühr) wurde 1691 und 1696 eingeführt. Für die Eichung mussten 4 Sous pro Mütt (268 Liter) bezahlt werden für Wein, das Doppelte für andere alkoholische Getränke. Als Maklergebühr war die Steuer bei jedem Verkauf fällig und betrug das Doppelte der Eichgebühr. 1704 wurde eine weitere Gebühr für die Inspektoren der Metzgereien und 1705 eine für die Inspektoren der Getränke eingeführt.
- Trop bu ou Gros manquant (so viel wie: Mehrverbrauch oder Fehlbetrag) war eine Steuer, die erhoben wurde auf dem Eigenverbrauch des Produzenten. In der Annahme, dass die Mengen, die das Kontingent überschritten, das für den Produzenten festgelegt war, anderweitig verkauft wurde, ohne das Gros et augmentation abgerechnet wurde. 1680 wurde in einem Edikt festgelegt, dass der normale Verbrauch drei Mütt betrage, die Bauern hatten Anrecht auf weitere drei Mütt pro Pflug, den sie besaßen. Die Steuer wurde nur bei Taille- und Kopfsteuerpflichtigen erhoben und wurde durch Kellerbesuche der Steuereinzieher veranschlagt – was sie zu einer der unbeliebtesten Abgaben machte. Der Ertrag war verhältnismäßig schwach: 13.000 Livres n 1760.
- Droit du pied fourché (so viel wie: Paarhufersteuer) eingeführt 1680 als Steuer auf das Fleisch von Rindern (3. 2 Livres), Kälbern (1. 6 Livres), Schweinen (3 Livres) und Schafen (0. 375 Livre). 1780 wurde die Steuer erhöht und betrug 20 Livres für Rinder, 5. 05 Livres für Kälber, 7. 3 Livres für Schweine und 1. 8 Livres für Schafe.
- Devoirs de Bretagne (so viel wie: Pflichten der Bretagne), erhoben auf Verkauf und Genuss von alkoholischen Getränken. Besteuert wurde vor allem die Einfuhr von Weinen in die Bretagne und der Verkauf außerhalb des Bistums. Die Bretagne überweist dem König ein unentgeltliches Geschenk von etwa einer Million Livres in Friedens- und eineinhalb Millionen in Kriegszeiten.
- L’équivalent wurde im Languedoc erhoben als indirekte Steuer auf den Verkauf von Fisch, Fleisch und Wein.

### Gabelle
Die Gabelle (italienisch und okzitanisch gabella = Steuer) war eine Salzsteuer. Eine erste Erwähnung geht zurück auf 1267, es dürfte sich also um eine der ältesten Steuerarten handeln. Zu Beginn wurden industrielle und landwirtschaftliche Produkte besteuert (gabelle des vins, gabelle des draps, gabelle du blé), ab 1342 ist der Begriff beschränkt auf die Salzsteuer.
- Steuerart: indirekte Steuer
- Steuersubjekt: Händler und Konsumenten von Salz
- Steuerobjekt: der Handel und Konsum von Salz
- Steuerertrag: Der Ertrag aus der Gabelle macht etwa 6 Prozent der Einnahmen des Königtums aus.
- Steuerdetails: Salz untersteht einem königlichen Monopol und kann nur in den greniers à sel steuerbelastet gekauft werden. Die Gabelle im 18. Jahrhundert. Legende: Farben von braun (hohe Steuer) zu rosa (keine Steuer)

Die Gabelle im 18. Jahrhundert. Legende: Farben von braun (hohe Steuer) zu rosa (keine Steuer)

Von 1342 bis 1547 wurde eine Steuer erhoben, die in Höhe und nach Region verschieden war. Der Verkauf erfolgte durch regrattiers, die das Salz dem König abkauften.
Ab 1547 liegt das Salzmonopol beim König, es wird in greniers à sel gelagert und getrocknet. Diese Salzkammern werden jeweils für zehn Jahre verpachtet. Die Gabelle wird in weiteren Regionen eingeführt, insbesondere im Westen an der Atlantikküste. Da die Einwohner dort eigene Salzétangs betreiben, ist der Eingriff besonders gravierend und die Einwohner revoltieren, 1548 kam es zu den Jacquerie des pitauds (Bauernaufstände).
1598 erneuerte Sully die Gabelle und die Salzlieferung und -verteilung. Die zentrale Salzsteuerverwaltung wurde an eine Betriebsgesellschaft verpachtet.
Die Gabelle war eine der unbeliebtesten Steuern, da teilweise eine Mindestmenge Salz zu steuerbelasteten Preisen gekauft werden musste. Burgund konnte Patentbriefe von Philipp dem Guten vorweisen und der Staatsrat entschied am 13. Juli 1700, dass die Burgunder nur so viel Salz kaufen müssten, wie sie brauchten. Das Eintreiben der Gabelle wurde einer Gesellschaft anvertraut. Die Gabellenbeamten taten alles, um die Steuer so weit wie möglich einzutreiben: Hausbesuche, schikanöses Verhalten und die Ahndung von Gabellendelikten. Die Salzkammern waren die Orte, an denen das Salz geliefert, gelagert, verteilt und bezahlt wurde. Sie waren gleichzeitig Sitz einer besonderen und sehr strengen Gerichtsbarkeit.
Noch heute erwähnt Larousse den Begriff gabelou als familiäre Bezeichnung für einen Zollbeamten.

### Traites
Die Traites, die in Form von Zöllen heute noch erhalten sind, waren eine Verkehrssteuer, die erhoben wurde bei der Ein- und Ausfuhr von Waren in französische Provinzen und teilweise von einer Provinz zur anderen.
- Steuerart: indirekte Steuer
- Steuersubjekt: Händler, Importeure und Exporteure (zwischen französischen Provinzen) von Waren
- Steuerobjekt: die Einfuhr und die Ausfuhr von Waren zwischen französischen Provinzen
- Steuerertrag: 28. 5 Millionen Livres in 1786.
- Steuerdetails: Der Handel zwischen französischen Provinzen unter den Traites nicht, es bestand freier Warenverkehr. Bei der Ausfuhr nach und der Einfuhr von ausländisch bezeichneten und tatsächlich ausländischen Provinzen wurden die Traites erhoben. Traites in Frankreich im 18. Jahrhundert. Legende: rosa = französische Provinzen; orange = Provinzen, die als ausländisch bezeichnet waren; braun =: tatsächlich ausländische Provinzen

Traites in Frankreich im 18. Jahrhundert. Legende: rosa = französische Provinzen; orange = Provinzen, die als ausländisch bezeichnet waren; braun =: tatsächlich ausländische Provinzen

Diese Einteilung wurde 1664 durch Jean-Baptiste Colbert vorgenommen. Der Ursprung lag darin, dass einige Provinzen sich weigerten, die Aides royales zu bezahlen, die für das Lösegeld von Jean II. le Bon erhoben wurden. In der Folge beschloss der König, dass diese Provinzen wie Ausländer zu behandeln seien und fügte zu den bestehenden noch eine Marktsteuer hinzu.
Die Traites  bestanden somit aus drei Elementen:
- Die Haut Passage, eingeführt am 1. Februar 1304, erhoben auf Leinen und Fäden, betrug sieben Deniers, entsprechend rund drei Prozent auf dem Wert der Ware.
- Die Rève wurde 1324 eingeführt und war eine Exportsteuer auf Wein, Korn, Heu, Fisch, Fleisch etc. die in die Bresse, den Bugey, die Dauphiné und die Provence gingen. Sie betrug zu Beginn zwei Deniers, später vier Deniers und somit etwa 1. 7 Prozent.
- Die Foraine war eine Abgabe auf Lebensmittel und Vieh, die vom Languedoc exportiert wurden in die Franche-Comté, Dauphiné und Provence, und von den französischen Provinzen zum Mittelmeer, der Franche-Comté und ins Ausland, und zwischen der Provence und der Dauphiné. Alles in allem konnten die Traites bei der Einfuhr aus dem Burgund in die französischen Provinzen bis zu 30 Prozent des Wertes der Waren ausmachen.

Daneben bestanden weitere Gebühren und Abgaben auf Zinn, Zucker, Speiseöl, auf die Punzierung von Metall und Leder, Wertmarken, Registergebühren, sowie die Abgabe von einem Prozent auf den Verkauf von Immobilien. Dazu kamen die Abgaben der Gemeinden für Märkte und Messen.

### Corvée royale
Neben den geldwerten Steuern bestanden weitere Leistungen zugunsten des Königs. Unter Louis XV. wurde 1738 eingeführt, dass die Bauern Frondienst zu leisten hatten.
- Steuerart: direkte Steuer
- Steuersubjekt: Einwohner der Gemeinden, Klerus befreit, Adel faktisch ebenfalls
- Steuerobjekt: die persönliche Arbeitsleistung
- Steuerertrag: ~28. 5 Millionen Livres in 1786 als Einsparung von zahlbaren Dienstleistungen
- Steuerdetails: Der Frondienst bestand in dieser Form lediglich in den Pays d’élection. Er war auch nicht gesetzlich verankert, sondern war ein Ausdruck der königlichen Macht. Der ursprüngliche Zweck des Frondienstes bestand darin, das Straßennetz zu unterhalten. Die Pflichtigen hatten jährlich 20 Tage unentgeltliche Arbeit zu leisten. Dazu hatten sie Wagen und Zugtiere zu stellen und die Arbeit bestand nicht zuletzt auch darin, Truppen und Kriegsmaterial zu transportieren… teilweise über lange Strecken.

Auch beim Frondienst herrschte reine Willkür, die Pflichtigen versuchten alles, um sich zu drücken und sie mussten durch Ordnungskräfte gezwungen werden, unter Androhung von rigorosen Strafen. Das Schlimmste an dieser Art von Leistungen zugunsten des Königs war die Tatsache, dass die Fronarbeit oft im Herbst zu leisten war, ausgerechnet in der Zeit, in der die Bauern ihre Ernte einfahren mussten, von der sie ja wieder andere Steuern zu bezahlen hatten.
Im Februar 1776 hob Turgot den Frondienst auf, im August desselben Jahres führte sie der König Louis XVI. wieder ein. Durch die Königliche Ordonnanz vom 27. Juni 1787 wurde die Fronarbeit endgültig aufgehoben und gleichzeitig eine Grundsteuer eingeführt. Diese traf die Eigentümer der Liegenschaften, und nicht mehr die Nutzer wie bis anhin.

## Herrschaftliche Steuern
Zur großen Vielfalt der königlichen Steuern kamen noch die Steuern und Abgaben an den Grundherrn, resp. den Lehensherrn, die schon von alters her bestanden. Die Bauern waren zwar keine Leibeigenen mehr, sondern Einwohner. Aber die Tote Hand bestand teilweise bis kurz vor der Revolution (beispielsweise in Savigny-en-Revermont, Frontenaud, Dommartin-lès-Cuiseaux, Mouthier-en-Bresse). So konnten die Bauern weder ihren Boden verlassen, noch sich verheiraten, ohne die Einwilligung des Lehensgebers, und wenn sie ohne Nachkommen starben, war der Lehensgeber der Erbe.
Ganz allgemein kann festgestellt werden, dass vor allem im 18. Jahrhundert die Noblesse de robe zulasten des Schwertadels erstarkte. Da die Robins einerseits ihre Herrschaften erhielten, weil sie für Einkommen des Königs gesorgt hatten, andererseits über gesicherte Einkünfte am Hof verfügten, verloren die herrschaftlichen Steuern zunehmend an Bedeutung. Sie wurden mehr und mehr durch die königlichen Steuern abgelöst und zwang die schwertadligen dazu, sich ebenfalls Stellungen am Hof oder in der Armee zu suchen… oder zu verarmen.

### Taille seigneuriale
- Steuerart: direkte Steuer
- Steuersubjekt: Angehörige des Dritten Standes, zugunsten des Grundherrn, der Klerus waren ausgenommen oder selber Grundherr.
- Steuerobjekt: Einkommen des Steuerpflichtigen, bewirtschaftetes Land.
- Steuerzweck: Im feudalistischen System dienten die Einkünfte der Hofhaltung des Grundherren und als Abgeltung für den Schutz, den dieser dem Lehensnehmer zu bieten hatte.
- Steuerdetails: Bei der Weitergabe eines Lehens wurde auch die Zahlung von cens et rente vereinbart. Diese Leistung hatte durch den Lehensnehmer in bar oder Naturalien zu erfolgen.

Mit dem Aufkommen und Erstarken der taille royale musste sich der Lehensherr einschränken, um zu vermeiden, dass seine Lehensleute verarmten.
Die Taille war in etwa gleichzusetzen mit dem Zehnt, der später dem Klerus vorbehalten war. Bei den Eigenleuten bestimmte der Grundherr die Höhe des Zehnten, bei den freien Bauern war die Höhe der Abgabe festgelegt.
Es gab verschiedene Arten von Zehnten, die verschiedene Produkte umfasste:
- - Die grosses dîmes: Weizen, Gerste, Roggen, Wein etc.
  - Die menus: Kälber, Lämmer, Ferkel und Geflügel
  - Die vertes: Gemüse, Erbsen, Bohnen und Hanf
  - Die novales: Erträge auf frisch gerodetem und urbar gemachtem Land

An die Stelle der Taille trat vermehrt – und vor allem in den Städten – das droit de bourgeoisie, eine Abgabe, die den Pflichtigen berechtigte, sich niederzulassen und den Schutz des Herrn oder der Stadt zu genießen.

### Corvée seigneuriale
Der Frondienst war ursprünglich ein ausgesprochen herrschaftliches Recht. Durch die Einführung der Corvée royale mussten hier die Grundherren Abstriche machen.
- Steuerart: direkte Steuer
- Steuersubjekt: Einwohner der Gemeinden zugunsten des Grundherren, Klerus befreit oder selber Grundherr.
- Steuerobjekt: die persönliche Arbeitsleistung
- Steuerertrag: Durch den Frondienst sparte der Grundherr die Kosten für den Unterhalt von Straßen und Gebäuden. Vielfach bestand auch die Pflicht zur Leistung von Kriegsdienst.

Noch 1761 bestand der Graf von Beaurepaire auf der Pflicht seiner Einwohner, die Gräben des Schlosses zu reinigen und instand zu stellen, sowie die Schlossbrücke zu reparieren.

### Nicht-steuerliche herrschaftliche Rechte
Aus der Zeit des reinen Feudalismus waren noch etliche Rechte geblieben, die die Grundherren nach Möglichkeit zu erhalten suchten.
- Wachtdienst: Die Eigenleute hatten Wachtdienst auf dem Schloss des Herrn zu leisten oder zu Fuß oder zu Pferd Patrouillendienst zu leisten. Durch Zahlung eines Geldbetrages konnte diese Pflicht umgangen werden.
- Inspektionspflicht: Die Eigenleute hatten regelmäßig ihre Waffen und Ausrüstung zu zeigen, um nachzuweisen, dass sie für allfällig Kriegsdienste gerüstet waren.
- Huldigung: Die Lehensnehmer hatten regelmäßig dem Lehensherrn zu huldigen. Sie schworen ihm Treue und dass sie nichts tun würden, was ihm schade. Als Gegenleistung versprach der Lehensherr Schutz und Schirm. Die Huldigung erfolgte auf Begehren des Lehensherrn und auf jeden Fall beim Wechsel des Lehensherrn (Erbgang oder Verkauf).
- Banalitäten: Verbunden mit der Belehnung waren die Banalitäten. Beispielsweise mussten die Lehensnehmer ihr Getreide in der Mühle des Herrn mahlen, das Brot im Backhaus des Herrn backen – und natürlich den herrschaftlichen Tarif bezahlen.
- Standgebühren: Die Herren ließen sich teilweise Standgebühren bezahlen, um an Märkten und Messen teilzunehmen. Dazu kamen Abgaben für Getreide und andere Waren, die feilgeboten wurden. Zudem bestand teilweise ein Weinbann, das heißt, es durfte nur Wein aus dem Anbau des Lehensherrn verkauft werden… allenfalls ebenfalls gegen Gebühr.
- Wegzoll: Die Grundherren konnten Péage erheben, einen Wegzoll für Warentransporte über Brücken, auf Flüssen und Straßen.
- Jagdrecht: Der Lehensherr hatte das alleinige Jagdrecht, teilweise ebenfalls das Fischrecht oder für die Lehensnehmer bestanden Einschränkungen (Fischen nur mit Angel und nicht von Booten). Oft lag das Recht zur Taubenhaltung ausschließlich beim Grundherrn. Die Bauern litten wegen des Vogelfraßes darunter, da die teilweise große Zahl von Tauben arge Schäden verursachten.
- Verkaufsgebühr: Die Lehensherren konnten bei Handänderungen ihrer Lehen eine Gebühr verlangen, die einem Sechstel des Verkaufspreises betrug. Die Steuer wurde bei jeder Handänderung erhoben, dazu kamen die königlichen Traites von einem Prozent auf den Verkaufspreis.
- Bussen: Für einzelne Delikte konnten die Lehensherren von ihren Untertanen Bußgelder erheben. Auch wenn die Geschädigten andere Zivilparteien waren, die Bußgelder flossen im Allgemeinen in den Sack des Herrn.

Viele dieser Rechte, Gebühren, Abgaben waren in den Freibriefen detailliert geregelt, fortschrittliche Lehensherren verzichteten ausdrücklich auf etliche dieser Belastungen für ihre Eigenleute.

### Droit d’indire
Dieses Nachforderungsrecht (italienisch indire = einberufen) bestand in einzelnen Herrschaften noch bis zur Revolution. In einigen Herrschaften war es durch Freibriefe ausdrücklich abgeschafft (Louhans mit dem Freibrief von 1269). In folgenden Fällen hatten die Lehensnehmer die Abgaben, Zins und Ernteertrag, zu verdoppeln:
- Aufnahme eines Sohnes in einen Ritterorden (auch bezeichnet als droit de chevalerie)
- Verheiratung einer Tochter (ab 1459 der ältesten Tochter)
- Kreuzzug oder Reise ins Heilige Land
- Lösegeldforderung bei Gefangennahme des Herrn
- Großer Krieg (ab 1459 kein droit d’indire mehr)
- Kauf einer großen Herrschaft (ab 1459 kein droit d’indire mehr)

Da diese Verdoppelung der Abgaben in vier Fällen zulässig war, wurde das Droit d’indire auch als das Recht in vier Fällen (l’exemption des quatre cas) bezeichnet.

## Kirchliche Steuern
Zu all diesen aufgeführten Belastungen bestand noch der Kirchenzehnten, der eine der ältesten Abgaben ist. Die Dritte Synode von Mâcon erklärte den Zehnten für obligatorisch… und das blieb er bis 1790.
Neben dem ordentlichen Zehnten, der bei der Ernte abzuliefern war, bestanden noch weitere Verpflichtungen gegenüber dem Ortspfarrer: das Fastnachtshuhn, die Garbe für den Klerus und hier noch eine Kleinigkeit und dort noch einige Eier…
Die Höhe der Abgabe war nicht generell festgelegt, sondern war von Ort zu Ort verschieden. Der Zehnten war in natura zu bezahlen und der Produzent durfte seine Ernte nicht einfahren, bis der kirchliche Steuereinzieher seinen Anteil abgeholt hatte.
Als Folge des Beschlusses der Synode von Mâcon war der Kirchenzehnten von jedermann geschuldet. In Siedlungen ohne Pfarrer gingen die Erträge an das Diözesankloster oder die Abtei. Üblicherweise wollte der Grundherr die Attraktivität seines Gebietes steigern und er ließ eine Kirche bauen. Nach der Weihe des Gotteshauses wurde durch die Diözese ein Priester eingesetzt, der als Entschädigung einen Teil des Zehnten erhielt. Allerdings musste er diesen auch eintreiben und vor allem den Anteil an die vorgesetzte Stelle abliefern. Gegen Mitte des 18. Jahrhunderts änderte das System teilweise, indem die Pfarrer vermehrt den Zehnten für sich behielten und die Vorgesetzten mit einem festen Geldbetrag abgolten. Gleichzeitig wurden vermehrt Décimateurs (Kirchenvögte) eingesetzt, die den Zehnten einzutreiben hatten und sowohl Bischof, Kloster, als auch Pfarrer bezahlten. Zugleich waren sie für den Unterhalt der Kirche (üblicherweise des Chorraums) und des Pfarrhauses verantwortlich. Dieses Amt war eine regelrechte Pfründe und die Vögte versuchten, die Differenz zu ihren Gunsten möglichst groß zu halten.

## Kommunale Steuern
Die Pfarreien, die Vorläufer der heutigen Gemeinden, hatten schon immer kommunale Aufgaben, die mit der Zeit immer größer wurden. Insbesondere in städtischen Siedlungen entstanden vermehrt Aufgaben, die auf kommunaler Ebene gelöst werden mussten. Durch die zunehmende Schwächung des Schwertadels fiel auch der verantwortliche Eigentümer zunehmend weg und die Gemeinden hatten ihre Aufgaben selbst zu lösen: –  Entlöhnung des Pfarrers – Unterhalt der Kirche – Straßen- und Brückenbaubau – Erschließung von Baugebieten – Kosten der wachsenden Verwaltung.
Genügten die Erträge aus dem kommunalen Vermögen nicht mehr, stimmten die Einwohner in Versammlungen über kommunale Steuern ab, die zusätzlich zu den königlichen, herrschaftlichen und kirchlichen Steuern erhoben wurden.
Trotzdem mussten Schulden gemacht werden, als Kreditgeber traten auf: der Grundherr, der Pfarrer, wohlhabende Bürger und Kaufleute. Ein königliches Edikt verbot 1683 den Einwohnern von Städten und befestigten Bourgs die Kreditaufnahme ohne Zustimmung des Intendanten. Dieser Beschluss wurde durch Gerichtsurteile ausgeweitet auf alle Siedlungen und Dörfer.